# HWV
A HWV (Händel Werke Verzeichnis – Händel műjegyzékszám (ejtsd: hávéfau)) Georg Friedrich Händel műveinek számozására szolgál.
Händel műveinek összegyűjtésére sok próbálkozás volt, ill. van:
- 1787 és 1797 között Samuel Arnold megbukott, mert Händel operáinak nagy része hiányzott a listából
- 1843 és 1858 között az English Handel Society kísérletezett, bár 12 kórusmű beszámozásánál tovább nem jutottak (nem sikerült több kéziratot gyűjteni)
- Friedrich Chrysander készítette a 9 kötetből álló gyűjteményt, amely az első épkézláb lista volt, a lipcsei Deutsche Händel-Gesellschaft gondozásában jelent meg 1858-ban. Ezt a listát Max Seiffert 1902-ben felújította.
- Ezt 1955-ben a hallei Georg-Friedrich-Händel-Gesellschaft tovább próbálta újítani, de az újabb kutatások eredménye miatt érdemesebb volt egy új listát felállítani. 1958-ban befejeződött, majd romjain egy új projekt alakult. Ez már a lehető legkörültekintőbben készül, hogy megjelenésekor teljesen korrekt legyen. A munka a mai napig zajlik, a befejezési határideje 2005-ben 2023.
- Amíg az el nem készül, addig az 1978-ban készült Bernd Baselt munkája nyomán készült Händel-Handbuch adta Händel-Werke-Verzeichnis (HWV) szolgál számozásul.